# کریس مک‌کی
کریس مک‌کی (انگلیسی: Chris McKay؛ زادهٔ ۱۱ نوامبر ۱۹۷۳) پویانما، کارگردان تلویزیونی، ویراستاری، فیلم‌نامه‌نویس، تهیه‌کننده تلویزیونی، کارگردان فیلم اهل ایالات متحده آمریکا است. وی همچنین برندهٔ جوایزی همچون جوایز امی ساعات پربیننده شده‌است.